# Franz Josef Grimmeisen
Franz Josef Grimmeisen (* 14. Januar 1921 in Köln; † 22. März 2020 in Essen) ist ein deutscher Zahnarzt und Amateur-Maler. Er ist ein Vertreter der deutschen Naiven Malerei.

## Leben
Franz Josef Grimmeisen arbeitete als Zahnarzt in Essen und war 1964 Sportler in der ersten Unterwasser-Rugby-Mannschaft.
Als Autodidakt begann Grimmeisen 1973 zu malen. Er konzentrierte sich auf Stadtansichten und Darstellungen des Ruhrgebiets und konnte bald in verschiedenen Galerien ausstellen. Seine Bilder wurden bislang in 46 verschiedenen Ländern ausgestellt.